# Jacob Middleton
Jacob Middleton (Wainwright, Alberta, 2 de enero de 1996) es un jugador profesional canadiense de hockey sobre hielo que se desempeña en la posición de defensor izquierdo en Minnesota Wild, equipo de la National Hockey League (NHL).

## Carrera
Fue seleccionado en la séptima ronda en la NHL Entry Draft de 2014. En 2018 hizo su debut profesional con el equipo San Jose Sharks, en el cual jugó cuatro temporadas (2018-2021), después pasó a Minnesota Wild, donde lleva jugando tres temporadas.